# La Candidate (série télévisée)
Pour les articles homonymes, voir La Candidate.
La Candidate est une série télévisée humoristique québécoise en épisodes de 44 minutes, créée par Isabelle Langlois, réalisée par Sébastien Gagné et Charles-Olivier Michaud, et diffusée sur les ondes de ICI Radio-Canada Télé entre le 9 janvier 2024 et le 12 mars 2024.

## Synopsis
Une mère monoparentale prénommée Alix se porte volontaire pour être candidate poteau lors d'une élection alors qu'elle n’a aucune expérience en politique. Elle gagne ses élections dans une circonscription où elle n'a jamais mis les pieds. Les spectateurs suivent ses tribulations, alors qu'elle a tout à apprendre en peu de temps.

## Distribution
- Catherine Chabot : Alix Mongeau
- Olivier Gervais Courchesne : Benjamin Claveau
- Valérie Tellos : Béatrice Ouellet
- Ines Talbi : Salima Ranni
- Christian Bégin : Serge Rivest
- Roger Léger : Raymond Mailloux
- Patrick Abellard : Judes
- Hugo Dubé : Claude Fortin
- Louis Champagne : J-R Mailloux
- Lily-Rose Loyer : Lou
- Noé Lira : Léonor
- Éric Bernier : Hermance
- Guillaume Laurin : Melville
- Marie-France Lambert : Claire
- Isabelle Vincent : Marjolaine
- Guy Jodoin : ministre Jarry
- Maka Kotto : Aimé
- Mireille Métellus : Angélique

## Production
Cette série de fiction est inspirée du parcours de Ruth Ellen Brosseau, une vraie député élue au Canada. C'était une ex-gérante adjointe de bar, inexpérimentée en politique, qui avait gagné lors des Élections fédérales canadiennes de 2011.
La série ne verra pas de deuxième saison. La production était préparée, mais les réalités budgétaires ont eu raison du projet : plusieurs scènes doivent être tournées en plein hiver, en région éloignée ou à l’Assemblée nationale à Québec. Ces facteurs exigent des permissions spéciales et gonflent les coûts.

### Fiche technique
- Scénario : Isabelle Langlois
- Réalisation : Sébastien Gagné, Charles-Olivier Michaud
- Costumes : Rosalie Clermont
- Production : François Rozon